# 세티리진
세티리진(cetirizine, 상표명: 지르텍(Zyrtec) 등)은 알레르기 비염, 피부염, 두드러기 치료에 사용되는 2세대 항히스타민이다. 구강으로 투여된다. 효력은 보통 1시간 이내에 시작되며 대략 하루 동안 지속된다. 이 약물의 이점의 정도는 디펜히드라민 등의 다른 항히스타민과 비슷하다.
일반적인 부작용으로는 졸림, 안구 건조, 두통, 복통이 포함된다. 발생되는 졸림의 정도는 1세대 항히스타민에 비해 대체적으로 적은 편이다. 심각한 부작용으로는 공격성, 혈관부종이 포함될 수 있다. 임신 중에 복용하는 것은 괜찮지만 모유 수유 중에 투여하는 것은 권장되지 않는다. 대부분 뇌 밖에서 히스타민 H1 수용체를 차단함으로써 동작한다.
1981년 특허를 받았으며 1987년 의학용으로 사용되기 시작했다. 제네릭 의약품으로 구매가 가능하다. 영국내 1개월 공급치의 비용은 2019년 기준(국민 건강 서비스) 한 달에 대략 0.70 £이다. 이와 같은 양의 미국의 도매가는 대략 2.50 USD이다. 2016년 1000만 건 이상의 처방과 더불어 미국에서 74번째로 많이 처방을 받은 약물이었다.

## 의학적 사용
세티리진의 주된 적응증은 알레르기성 비염이나 결막염, 만성 특발성 두드러기, 꽃가루 알레르기 같은 알레르기 질환이다. 이러한 알레르기 질환에서 나타나는 가려움증이나 발적 같은 증상은 히스타민이 H1 수용체에 결합해 발생하므로, 이런 수용체를 차단하는 항히스타민제인 세티리진으로 증상을 일시적으로 완화할 수 있다.
급성 두드러기와 (일부 경우에서) 만성 두드러기에도 흔히 처방한다. 다른 2세대 항히스타민제보다 효과가 좋다고 알려져 있다.
히드로코르티손 외용제와 병용 시 습진이나 피부염 등 가려움증 유발 질환에 사용 가능하다.

## 부작용
흔히 보고되는 부작용에는 두통, 구강건조증, 졸음, 피로감이 있다. 드물지만 심각한 부작용에는 빈맥과 부종 등이 있다.
장기간 (보통 6개월 이상) 사용 후 세티리진 사용 중단 시 가려움증이 유발될 수 있다.

### 합성

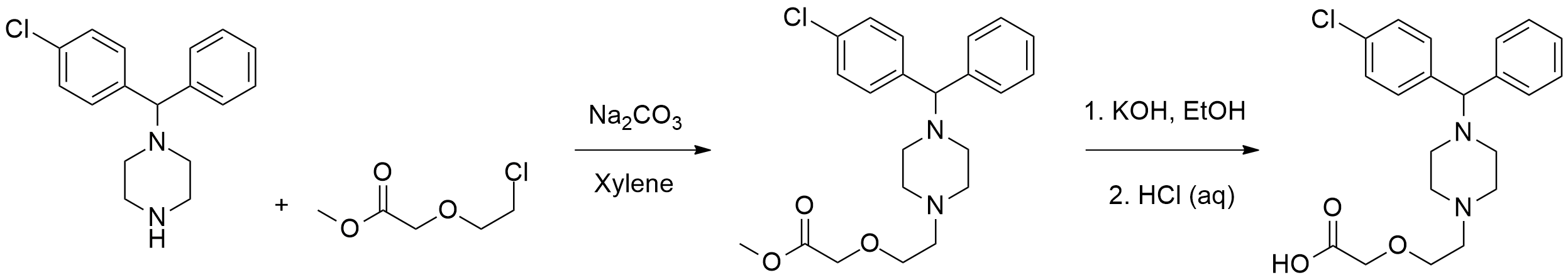
세티리진의 합성: